# دق اهو (كوهستان)
دق اهو (بالفارسية: دق اهو) هي قرية تقع في إيران في Kuhestan Rural District. يقدر عدد سكانها بـ 144 نسمة بحسب إحصاء 2016.